# Pseudagrion indicum
Pseudagrion indicum är en trollsländeart som beskrevs av Fraser 1924. Pseudagrion indicum ingår i släktet Pseudagrion och familjen dammflicksländor. IUCN kategoriserar arten globalt som otillräckligt studerad. Inga underarter finns listade i Catalogue of Life.

## Bildgalleri

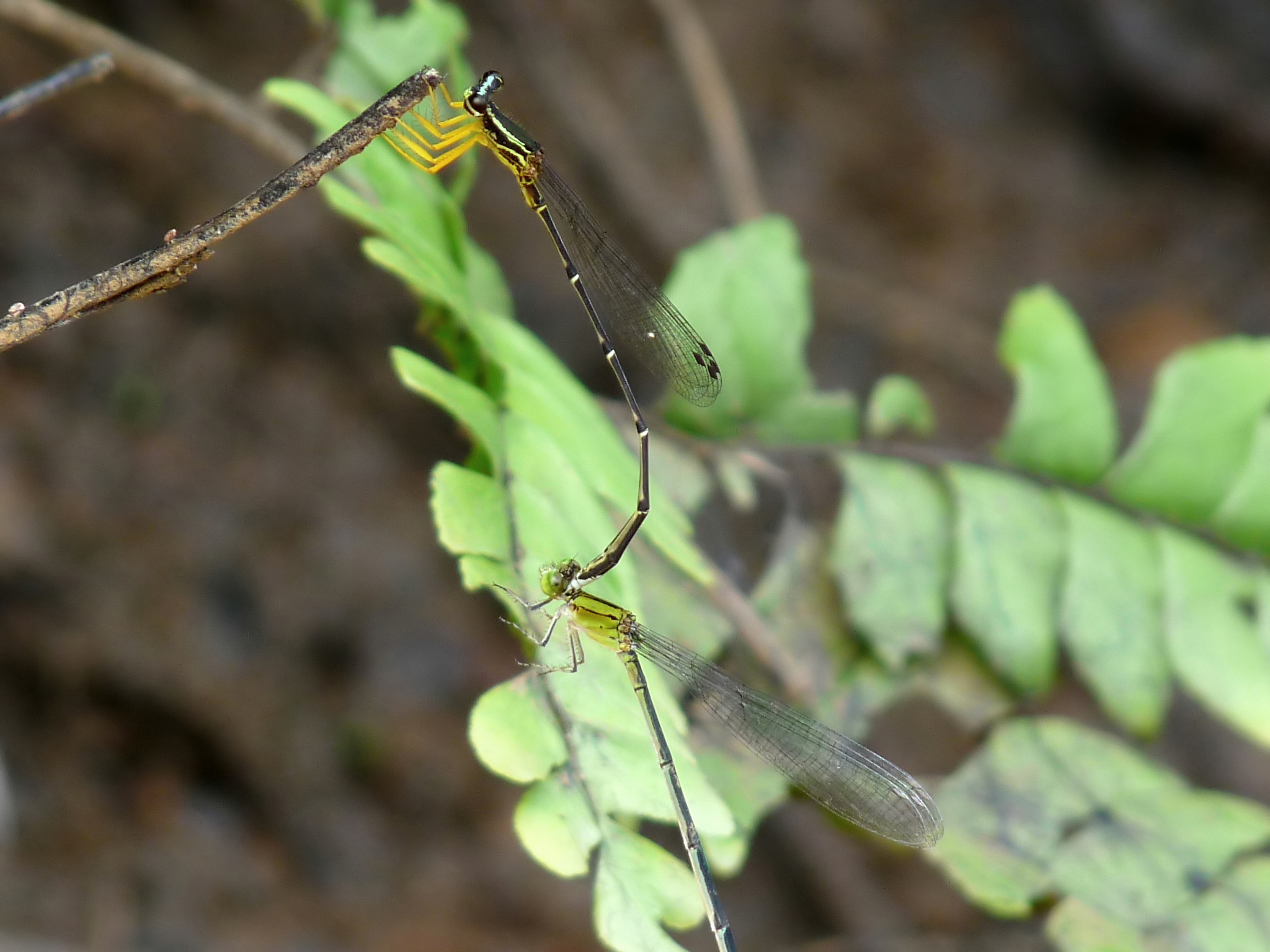
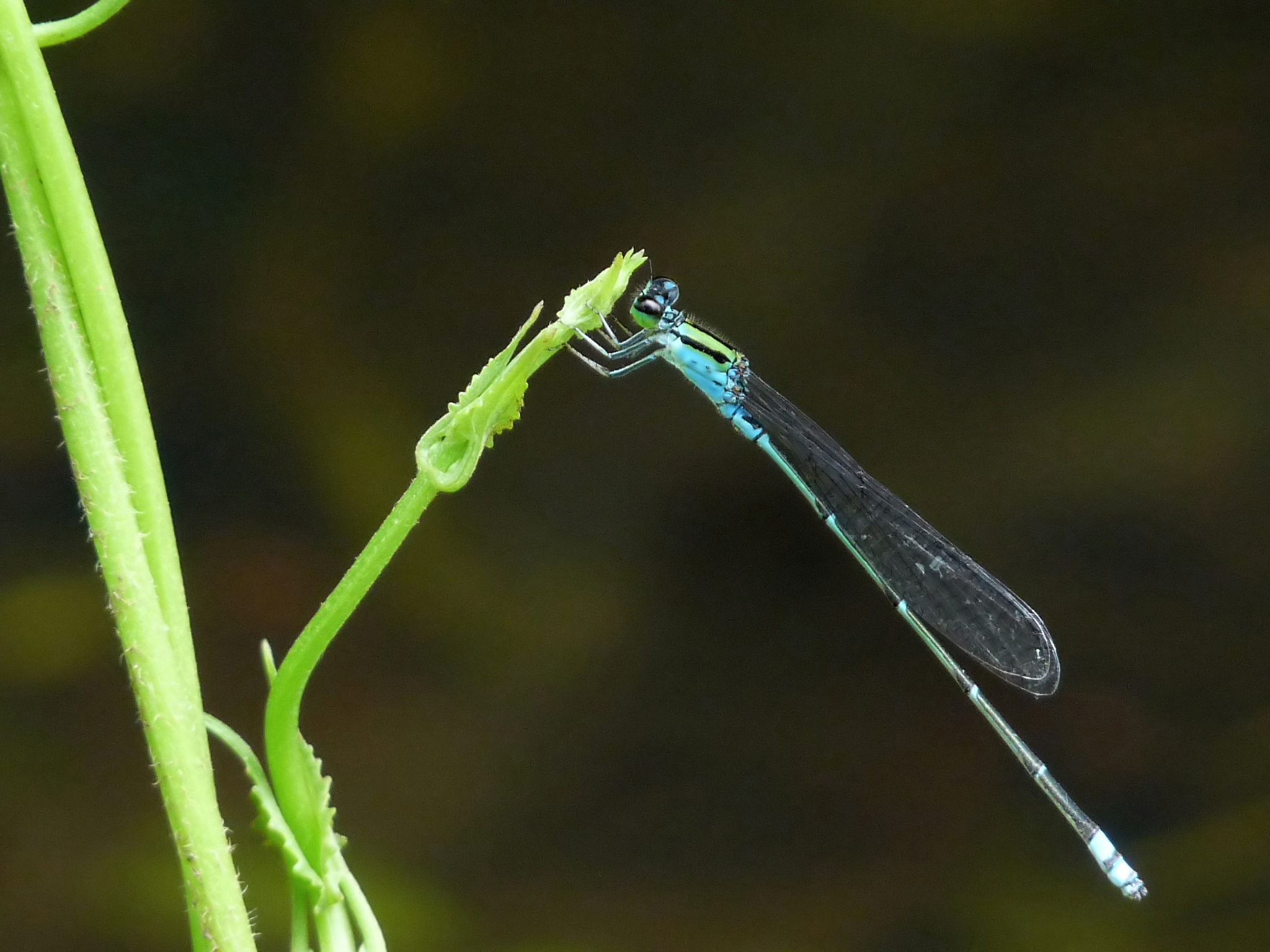
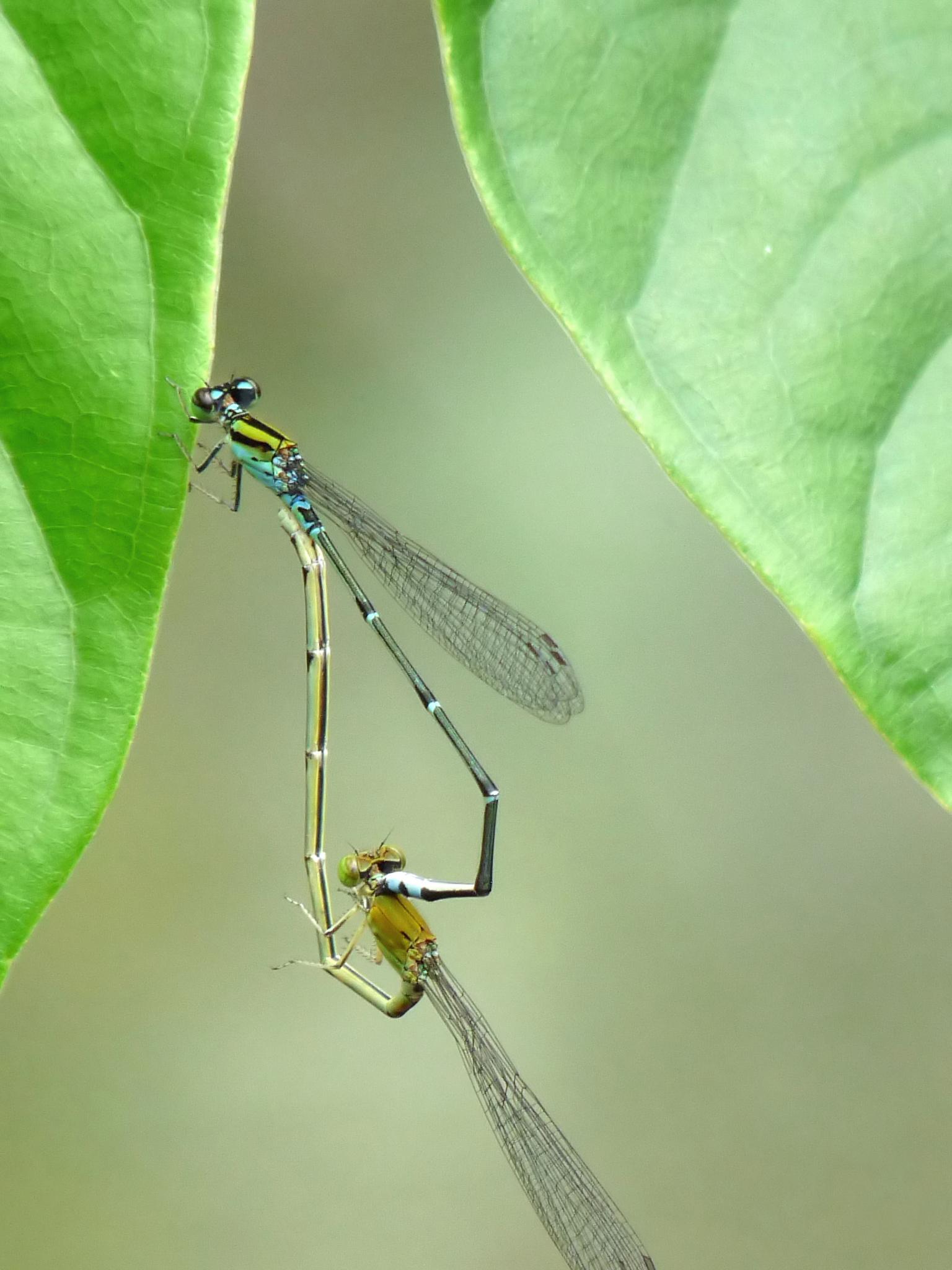
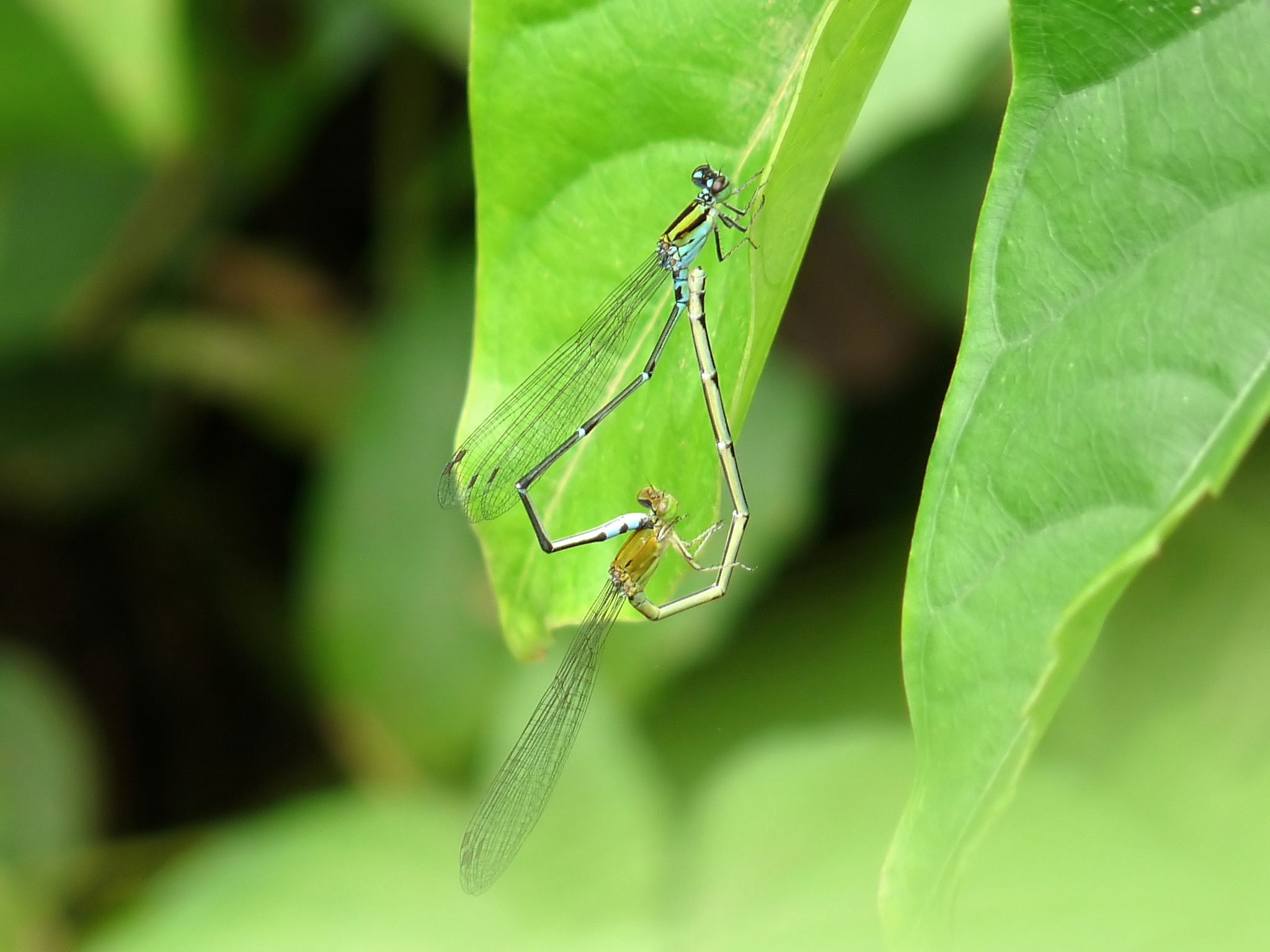